# Program CIDG
Program CIDG (Civilní nepravidelná obranná skupina; v angličtině: Civilian Irregular Defense Group) byl vojenským výcvikovým programem vlády Spojených států amerických, během války ve Vietnamu. Jednalo se o výcvik dobrovolníků, z řad civilního obyvatelstva jižního Vietnamu, jednotkami zvláštních sil americké armády.

## Historie

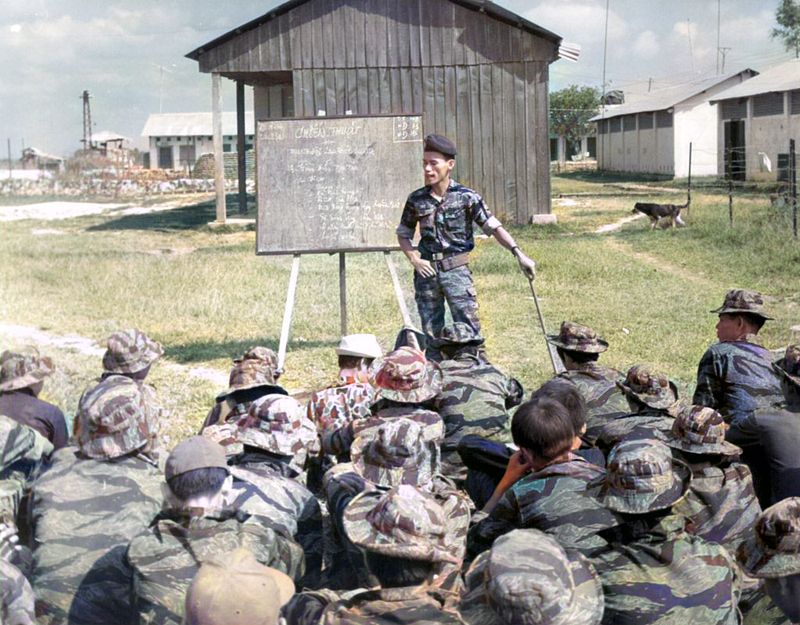
výcvik jednotky CIDG

Roku 1961 dostali jednotky zvláštních sil armády Spojených států amerických (U. S. Army Special Forces, zkratkou: USSF) úkol, navržený CIA. Vietnamská republika  byla zasažena rozsáhlou partyzánskou válkou, která byla podporována ze strany komunistické Vietnamské demokratické republiky. Příslušníci USSF byli do Vietnamu vysláni poprvé v roce 1959, jako pomoc výcviku jihovietnamských sil zvláštního určení. Válka se stále stupňovala a od roku 1961 měla oficiální vláda jen minimální kontrolu, nad špatně dostupnými oblastmi, převážně Centrální vysočiny, a také horské masivy, nepropustné džungle na jihu a bažiny delty Mekongu.
V těchto špatně dostupných místech žili příslušníci různých menšinových etnik horalů (tzv. Montagnardů), kteří byli, pro jihovietnamskou vládu lhostejní. Toho využíval Vietkong (Americkými jednotkami nazýván nejčastěji: VC, nebo Charlie), který příslušníky těchto kmenů verboval, vybíral daně, či jinak zneužíval a čerpal pomoc z vesnic a jakýkoliv pokus o odpor byl brutálně potlačen.
V nedostupných oblastech Centrální vysočiny vznikala většina základen Vietkongu. Jednotkám USSF bylo nařízeno provést dlouhodobou misi s cílem proniknout na ta těžko přístupná území, zachytit se tam, vycvičit místní bezpečnostní složky k ochraně vesnic před Vietkongem a případně zformovat protipartyzánské oddíly, které by Vietkong napadaly a ničily. Toho se ujali některé speciální jednotky, s neoficiálním názvem Zelené barety. Tyto jednotky byly cvičeny na průnik, na nepřátelské území, kde prováděli partyzánský boj proti nepříteli a jiné tajné operace. Příslušníci CIDG pod velením Zelených baretů nejen bránili vesnice, ale i hledali a ničili základny Vietkongu, sklady zásob po Ho Či Minově stezce, útočili na ukryté základny severovietnamské armády a také hráli významnou roli při střežení a pozorování hranic.
Místní obyvatelé byli do ozbrojených oddílů získáváni pomocí programů financovaných obvykle ze zdrojů CIA, od roku 1962 bylo vše sjednoceno do rámce programu  Civilian Irregular Defense Group (zkr. CIDG). Jeho příslušníci netvořili součást jihovietnamské armády (ARVN), ale byli to žoldnéři patřící pod armádu Spojených států amerických, která je platila, organizovala, cvičila a zajišťovala zásoby, výstroj a výzbroj.

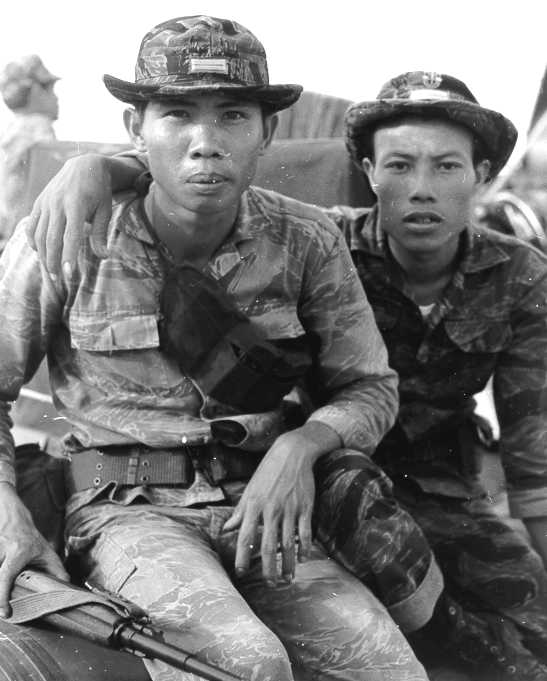
Dvojice vojáků CIDG. Fotografie z roku 1965

## Tábory CIDG
Pro účely mise potřebovaly americké zvláštní jednotky základny, ze kterých by mohly operovat. Roku 1961 vznikaly v Centrální vysočině první tábory, které byly strohé a jednoduché, bez promyšleného uspořádání a jako stavební materiál sloužilo vše dostupné v okolí. Rozšiřováním programu rostl i počet táborů. V roce 1970 jich bylo již 80, každý z táborů byl schopen pojmout údernou jednotku (Camp Strike Force, CSF) v síle praporu, které měly za úkol vést na území Jižního Vietnamu ofenzivní protipartyzánské operace.
Na každý tábor dohlížela společně 12–14členná skupina specialistů amerických zvláštních sil, takzvané A-team, a skupiny specialistů jihovietnamských zvláštních sil. Tábory byly umístěny v oblastech těžko přístupných a v terénu s široce proměnlivým charakterem, odříznuty od civilizace. Mnohé tábory stály za hranicemi dostřelu dělostřelectva a musely spoléhat samy na sebe. Tábory se vyvíjely spolu se vzrůstající sílou Vietkongu, válka se stupňovala a k jihu se začaly častěji stahovat i jednotky NVA. V zátopových oblastech delty Mekongu byly vystavěny plovoucí tábory (floating camps). Kasárenské budovy, sklady zásob a munice i další nezbytné stavby byly umístěny na plošinách uzpůsobených, aby je záplavová voda zvedla a udržela na hladině. Jiným typem byly podpovrchové či zakopané tábory (subsurface camps), zřizované v blízkosti táborů, které byly pod těžkou a četnou dělostřeleckou palbou. 
Do táborů CIDG se často stahovalo i civilní obyvatelstvo, především ženy s dětmi a starší lidé z vesnic v okolí tábora, při zvýšené aktivitě Vietkongu v těchto vesnicích a okolí. Tábory také poskytovaly civilnímu obyvatelstvu lékařskou pomoc, a to v ošetřovně tábora, nebo lékaři vyjížděli přímo do vesnic.

### Obrana tábora
Obrana táborů byla vylepšována zpevňována, aby odolala nejrůznějším typům četných útoků. V roce 1966 byl přijat koncept bojových táborů (fighting camps). Podle tohoto typu byly stavěny všechny nové tábory a již vybudované tábory se přebudovávaly. Tábory, které byly příliš malé, nebo jejich umístění v oblasti nevyhovovalo, byly zrušeny a vystavěny jinde. Nové typy táborů měly mnohem více obranných prvků a byl v nich vytvořen vnitřní obranný perimetr, který byl posledním dobře obranným místem i poté, co do vnějšího perimetru pronikl nepřítel. Obrana tábora zahrnovala minometná a dělostřelecká hnízda, poté co především NVA začali při útoku na tábory používat tanky, byly v táborech protitankové zbraně, dále kulometná hnízda a bunkry, věže. Tábor obklopovaly obvykle dvě linie zákopů tvořící vnější perimetr, s hustými a propracovanými zátarasy z ostnatého drátu, minová pole, Claymory na dálkový odpal, zátarasy ze zahrocených kolíků bambusu (Punji) a umělé příkopy s punji. Tábory dokázaly se špičkovou obranou odolávat dlouhodobému obléhání.

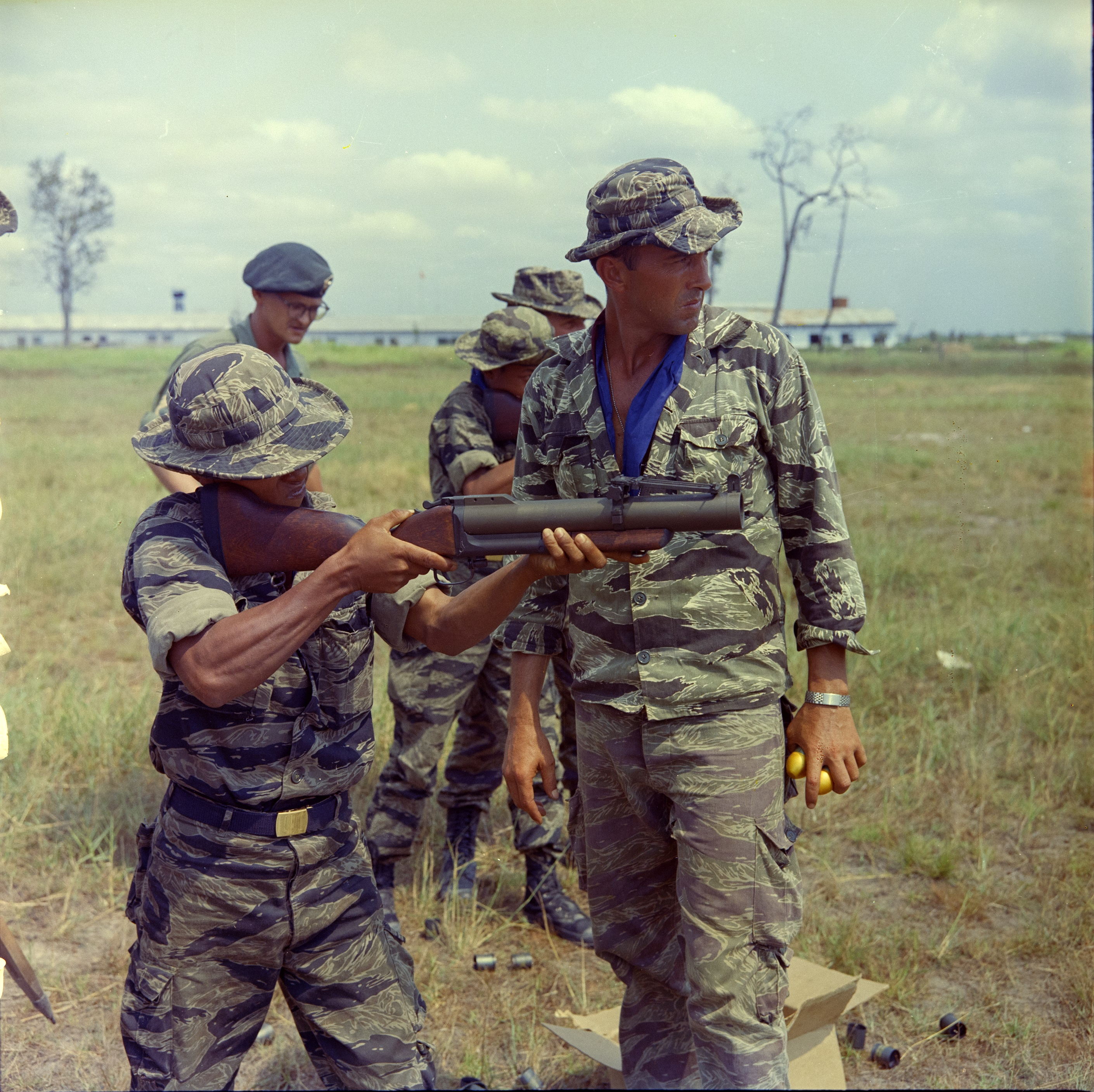
Poradce Special Forces cvičí příslušníka CIDG, jak zacházet a střílet s granátometem M79. Foto z roku 1967

Tábory kvůli jejich polohám musely být soběstačné, elektřinu vyráběly generátory a pitnou vodu čerpaly z vlastní studny. Zásoby stačily na třicetidenní obléhání a každý tábor disponoval plně vybavenou ošetřovnou. Řada táborů disponovala heliportem a některé i polním letištěm. Tábory umístěné v horách mohly být zásobovány pouze shozem na padácích.

### První tábory
První tábor byl vybudován ve vesnici Buon Enao v Centrální vysočině. Ke své činnosti tuto oblast, v níž leželo 200 vesnic, využíval Vietkong. Ze základny v malé vesnici, čítající na dvě stovky obyvatel, založili příslušníci zvláštních sil stále se rozrůstající systém táborů a vycvičili oddíly místní domobrany. Roku 1962 byly všechny vesnice v regionu před Vietkongem chráněny.
Dalším z prvních táborů CIDG byl Nam Dong v provincii Thua Thien. Byl vybudován v místě, kde se křížila dvě údolí, obývaná 5 000 Montagnardů. Údolí sloužila jako infiltrační trasy Vietkongu. Z důvodu, že se tábor stal primárním cílem Vietkongu v oblasti a byl příliš zranitelný, v červenci 1964 se USSF rozhodly tábor zrušit. 6. července 1964, v 02.30 na tábor zaútočil prapor Vietkongu. Útok začal zničující minometnou palbou, po níž následovaly vlny útočícího Vietkongu. Vietkong dobyl vnější perimetr, ale byl zastaven kulometnou palbou a obránci vnitřního perimetru.